# Retină
Retina este un strat subțire de celule din globul ocular, care sunt responsabile de transformarea luminii în semnale nervoase la vertebrate și o parte din cefalopode.

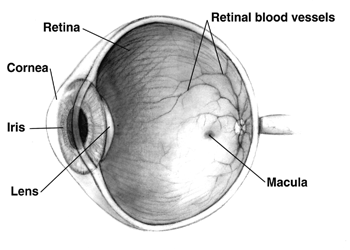
Diagrama ochiului uman. Notă: Nu toți ochii au aceeași anatomie cu cei umani

Este interesant de remarcat faptul că (la vertebrate) stratul neuronal care transmite informațiile către creier este așezat pe partea anterioară a retinei, astfel încât lumina trece întâi prin el, înainte de a ajunge la celulele fotosensibile; aceasta este și cauza pentru care există o „pată oarbă” pe retină, o zonă fără fotoreceptori (nu se poate percepe lumina în acea zonă), pe unde neuronii ajung în spatele ochiului, pentru a forma nervul optic. Cefalopodele, care au stratul neuronal în spatele ochiului, nu au această pată (aceasta fiind socotită o dovadă că a evoluat în paralel cu ochiul vertebratelor).
În centrul retinei (acolo unde este intersectată de axul optic) se găsește o zonă în care celulele fotosensibile sunt foarte concentrate, numită pată galbenă - aceasta furnizează creierului cea mai clară imagine.

## Anatomia retinei

### Amplasare

Componentele ochiului omenesc. Retina este colorată verde.

Retina este un strat de celule fotosensibile situate pe partea internă a peretelui globului ocular. 
Raza de lumină străbate retina, alcătuită din retina epitelială sau pigmentată și retina neuronală care se continuă cu nervul optic (Nervus opticus) care conduce impulsurile prin chiasma optică la centrul optic din creier, lumina străbătând în prealabil corneea, corpul apos, deschiderea irisului pupila lentila cristalinul și corpul vitros.
Pentru a stabili o anumită orientare în cadrul globului ocular, este numită partea nazală și partea temporală a ochiului.
Stratul ochiului care acoperă retina în exterior este coroida un strat opac neelastic care realizează în cavitatea oculară condițiile camerei obscure de la aparatul fotografic, în fața retinei se află corpul vitros Corpus vitreum limitat în față de Ora serrata înconjurat de corpii ciliari.

### Imaginea retinei
Pe fundul ochiului (Fundus oculi sau Fundus) unde este așezată retina, prin deschiderea pupilei (pupilla) se poate vedea la un examen oftalmologic prin retina neuronală care este transparentă se poate vedea retina pigmentată se mai poate vedea în jur coroida de culoare întunecată.
La acest examen se mai poate observa la 15° de axa optică în zona nazală a fundului ochiului locul de emergență a nervului optic (papillele).
Acest loc se caracterizează printr-o colorație roz sau roșu deschis în comparație cu restul fundului ochiului care are culoare brună, brună portocalie.
Papilele au un diametru de 1,5 mm putând avea o formă ovală sau rotundă.
retina -10 straturi de celule:

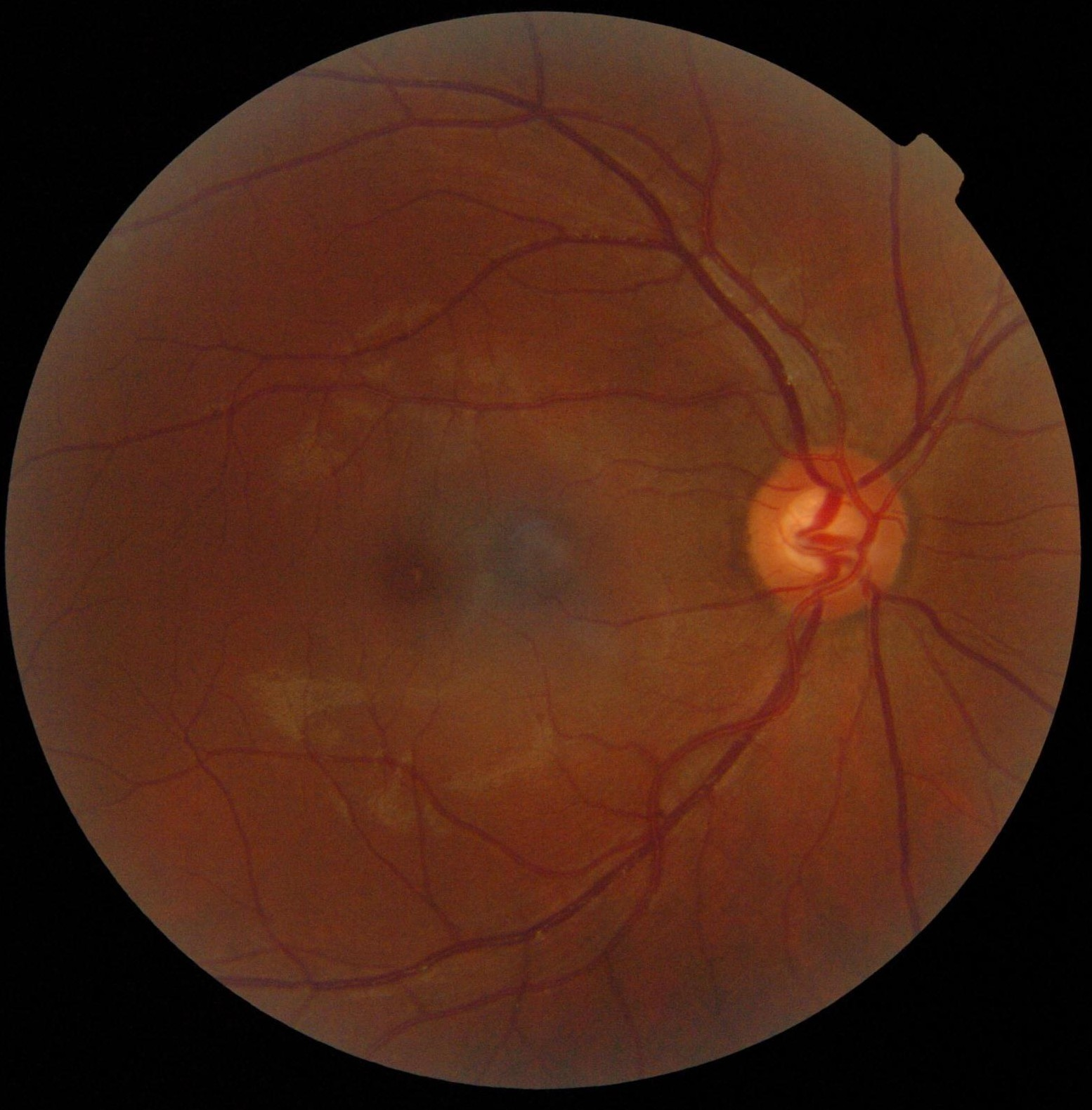
Fundul ochiului la un examen oftalmologic.
central Macula, (pata galbenă) dreapta Papille (pata oarbă)

- celule cu con --- pentru vederea diurnă;
- celule cu bastonașe --- pentru vederea nocturnă.

### Pata oarbă
Pata oarbă (Discus nervi optici sau Papilla n. optici) acest loc fiind amplasat la ca 15° în zona temporală a fundului ochiului, fiind punctul unde nervul optic părăsește globul ocular.
În zona petei oarbe nefiind receptori optici, de unde vine denumirea de pată oarbă, această deficiență fiind compensată de zona înconjurătoare bogată în senzori optici.

### Pata galbenă
De la pata oarbă (Papille) se pot observa vasele (Arteriola și Venola centralis retinae) care irigă retina.

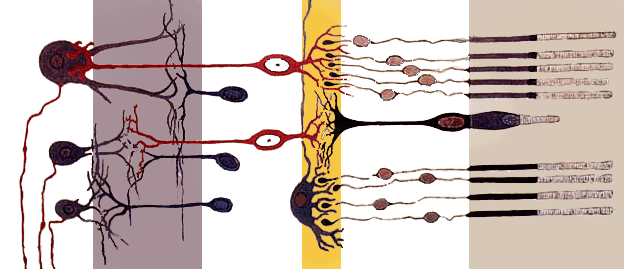
Structura simplificată a retinei. Retina este alcătuită din straturi neuronale. Lumina focalizată trece prin aceste straturi de la stânga la dreapta pentru a ajunge la fotoreceptori (stratul din dreapta). Aceasta produce reacții chimice și influxul nervos se propagă spre neuronii bipolari și spre celulele orizontale (neuroni de asociație cu axon și dendrite) - stratul din centru, galben. Semnalul ajunge apoi la ganglioni (neuronii multipolari) și la celulele amacrine (neuroni de asociație fără dendrite, cu axon lung); neuronii multipolari sunt cei care produc potențial de acțiune la capetele axonilor lor, astfel încât semnalul brut poate ajunge la creier.

Pata galbenă sau macula lutea se află așezat temporal (direcția tâmplei) centrul în zonei mai puțin vascularizate într-o depresiune mică (Fovea centralis) este singura regiune colorată mai intens din regiunea fundului ochiului, având culoarea galbenă, care se datorează pigmentului luteină.
Aici pe maculă sau macula lutea cu Fovea centralis (înconjurat de Tapetum lucidum zonă mai evidentă la tineri) se formează imaginea cea mai clară a vederii, denumirea de pată galbenă denumire datorită culorii sale, o primește în anul 1779 de la Samuel Thomas von Soemmerring.
Macula are un diametru de cca. 3 mm, aici se formează imaginea clară necesară cititului, regiunile înconjurătoare realizează o imagine mai neclară, această regiune realizează cercul vizual din jurul imaginii clare (ceea ce este văzut cu coada ochiului).

### Structura retinei
Prin observarea retinei la microscop se poate vedea stratificarea acesteia având mai multe tipuri de celule care se pot categorisi în:
1. Celule fotosensibile care recepționează lumina transformând lumina în impuls nervos, acestea fiind celulele cu conuri și celulele cu bastonașe;
2. Celulele interneuronale aici încadrându-se celulele bipolare și orizontale care sunt celule neuronale ce transmit impulsul nervos de la celulele senzitive numai în zona retinei;
3. Celulele ganglionare care transmit impulsurile în afara retinei prin nervul optic.